# Davide Xausa
Davide Antonio Xausa (né le 10 mars 1976 à Vancouver en Colombie-Britannique) est un joueur de soccer international canadien, qui évoluait au poste d'attaquant.

## Biographie

### Carrière en club
Davide Xausa évolue au Canada, en Angleterre, en Écosse et aux Pays-Bas.
Il dispute un total de 60 matchs en première division écossaise, inscrivant 11 buts. Il marque notamment sept buts en Premier League écossaise lors de la saison 2001-2002 avec le club de Livingston. Cette saison là, il est l'auteur de deux doublés : tout d'abord le 24 novembre, sur la pelouse de l'Hibernian FC (victoire 0-3), puis quelques jours plus tard, lors de la réception du Motherwell FC (victoire 3-1). Il marque ensuite, lors des play-offs de championnat, un nouveau doublé lors de la réception du club de Dunfermline Athletic (victoire 4-1).
Il participe avec le club de Livingston à la Coupe de l'UEFA en 2002. Lors de cette compétition, il se met en évidence en inscrivant un but lors de la réception de l'équipe autrichienne du Sturm Graz, permettant à son équipe de l'emporter 4-3.

### Carrière en sélection
Davide Xausa reçoit 32 sélections en équipe du Canada entre 1999 et 2003, pour deux buts inscrits. 
Il inscrit ses deux buts en équipe nationale lors de l'année 1999, avec notamment une réalisation en amical face à l'Équateur, le 6 juin (défaite 1-2).
Il participe avec l'équipe du Canada à la Gold Cup 2000 organisée aux États-Unis. Lors de cette compétition, il joue quatre matchs. Le Canada remporte le tournoi en battant la Colombie en finale, avec Xausa sur le banc des remplaçants.
Il dispute ensuite la Coupe des confédérations 2001 organisée en France. Lors de cette compétition, il joue deux matchs, contre le Japon et le Brésil. Il reste en revanche sur le banc des remplaçants lors du dernier match de poule face au Cameroun.
Il dispute ensuite pour la seconde fois la Gold Cup, en 2002. Lors de ce tournoi encore organisé aux États-Unis, il joue quatre matchs. Le Canada s'incline en demi-finale face au pays organisateur, après une séance de tirs au but.
De nouveau retenu lors de la Gold Cup 2003, il ne joue en revanche aucun match lors de ce tournoi.

## Palmarès
Canada
- Gold Cup (1) :
  - Vainqueur : 2000.

Livingston FC
- Championnat d'Écosse D2 (1) :
  - Champion : 2001.